# Ponte Tripla (Liubliana)
A Ponte Tripla (em esloveno:  Tromostovje, em fontes mais antigas também Tromostje) é um grupo de três pontes que cruzam o rio Ljubljanica, em Liubliana, capital da Eslovênia. Ela conecta o centro histórico medieval de Liubliana, à direita do rio, com a cidade moderna na margem esquerda. 

## Descrição
A ponte central é parcialmente construída com calcário Glinica. Outras partes são feitas de concreto. As balaustradas, com 642 balaústres, são feitas de concreto artificial. A plataforma é coberta com blocos de granito posts em 2010. Anteriormente, a ponte era coberta com asfalto.

## História

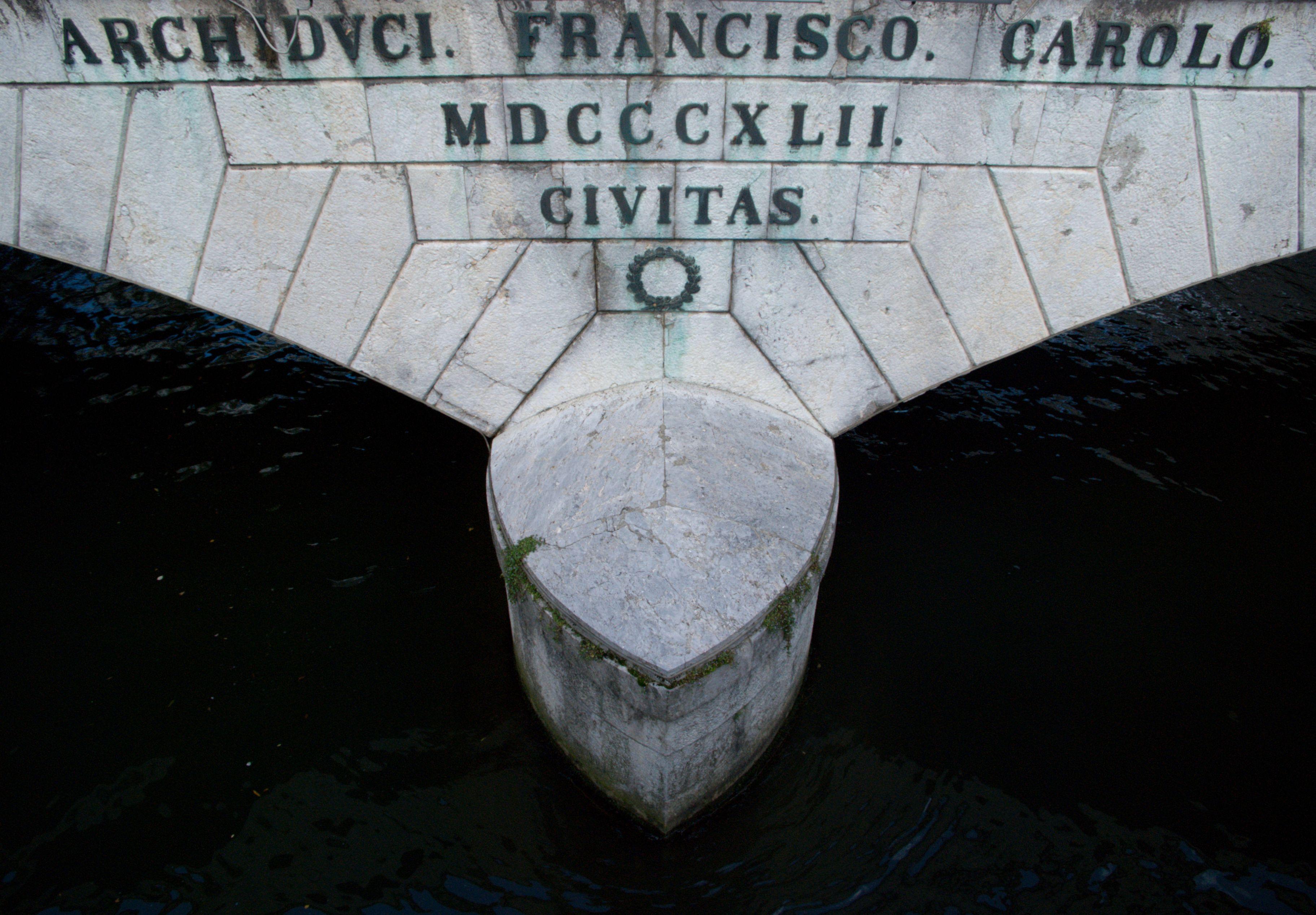
A inscrição em latim no lado a montante da ponte central: "Ao arquiduque Francisco Carlos. 1842. A cidade."

Há menção de uma ponte de madeira no mesmo local desde 1280. Era inicialmente conhecida como a Ponte Velha (Stari most), e depois como a Ponte Inferior (Spodnji most), em contraste com a Ponte Superior, construída no local onde hoje está a Ponte dos Sapateiros, construída também no século XIII. Também foi conhecida como Ponte Špital (Špitalski most) após a asilo estabelecido no início do século XIV em suas proximidades. Foi reconstruída em 1657 após um incêndio.
Em 1842, a Ponte Inferior foi substituída por uma nova ponte projetada por Giovanni Picco, arquiteto italiano de Villach, e batizada de Ponte de Francisco (Frančev most) em homenagem ao arquiduque Francisco Carlos, da Áustria. Também ficou conhecida como Ponte Franciscana (Frančiškanski most). Esta ponte, aberta em 25 de setembro de 1842, tinha dois arcos e uma cerca de metal. A maior parte dessa construção é preservada até hoje, como evidenciado na dedicação ao arquiduque em latim "ARCHIDVCI. FRANCISCO. CAROLO. MDCCCXLII. CIVITAS.", que significa " Ao Arquiduque Francisco Carlos. 1842. A cidade."
Para evitar que a ponte em arco de pedra de 1842 fosse um gargalo ao trânsito da cidade, o arquiteto Jože Plečnik projetou em 1929 a extensão da ponte, com duas passarelas em um ângulo discreto de cada lado. Em colaboração com seu aluno Ciril Tavčar, que desenhou os planos, ele publicou a proposta no mesmo ano na revista Ljubljanski Zvon. A construção começou em 1931 e continuou até a primavera de 1932. A ponte foi aberta para o tráfego em abril de 1932.
A ponte foi reformada em 1992. Desde 2007, todas as três pontes fazem parte da zona exclusiva para pedestres de Liubliana.

## Galeria

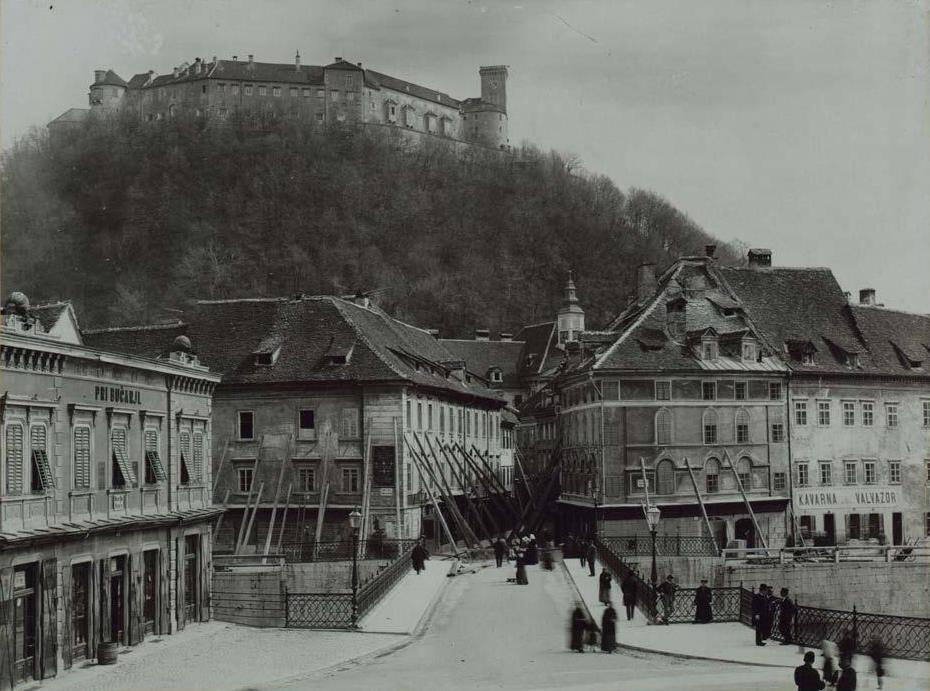
Ponte do Hospital após o terremoto de Liubliana de 1895; a ponte ainda permanece como a central das Três Pontes.
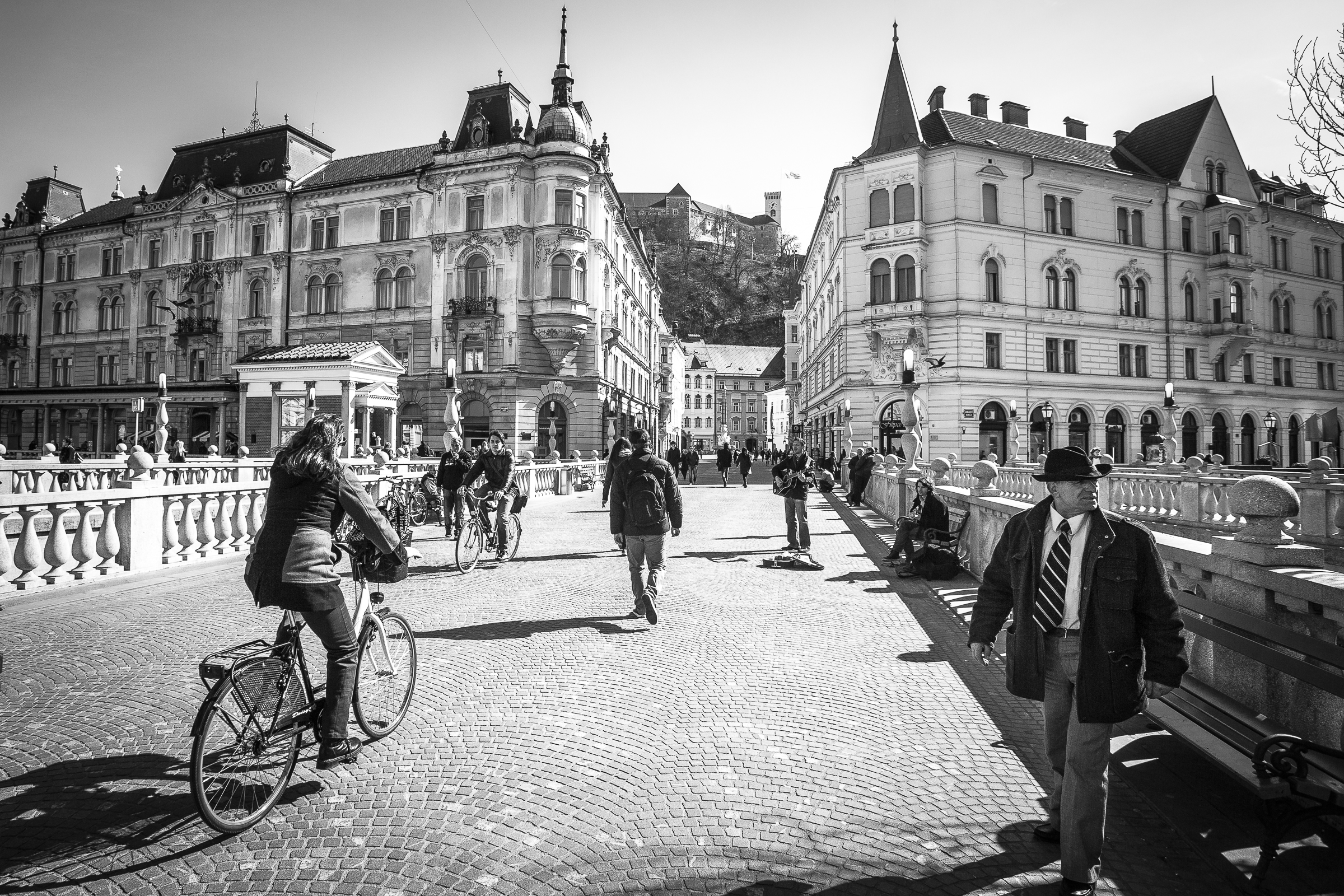
A ponte central em 2014
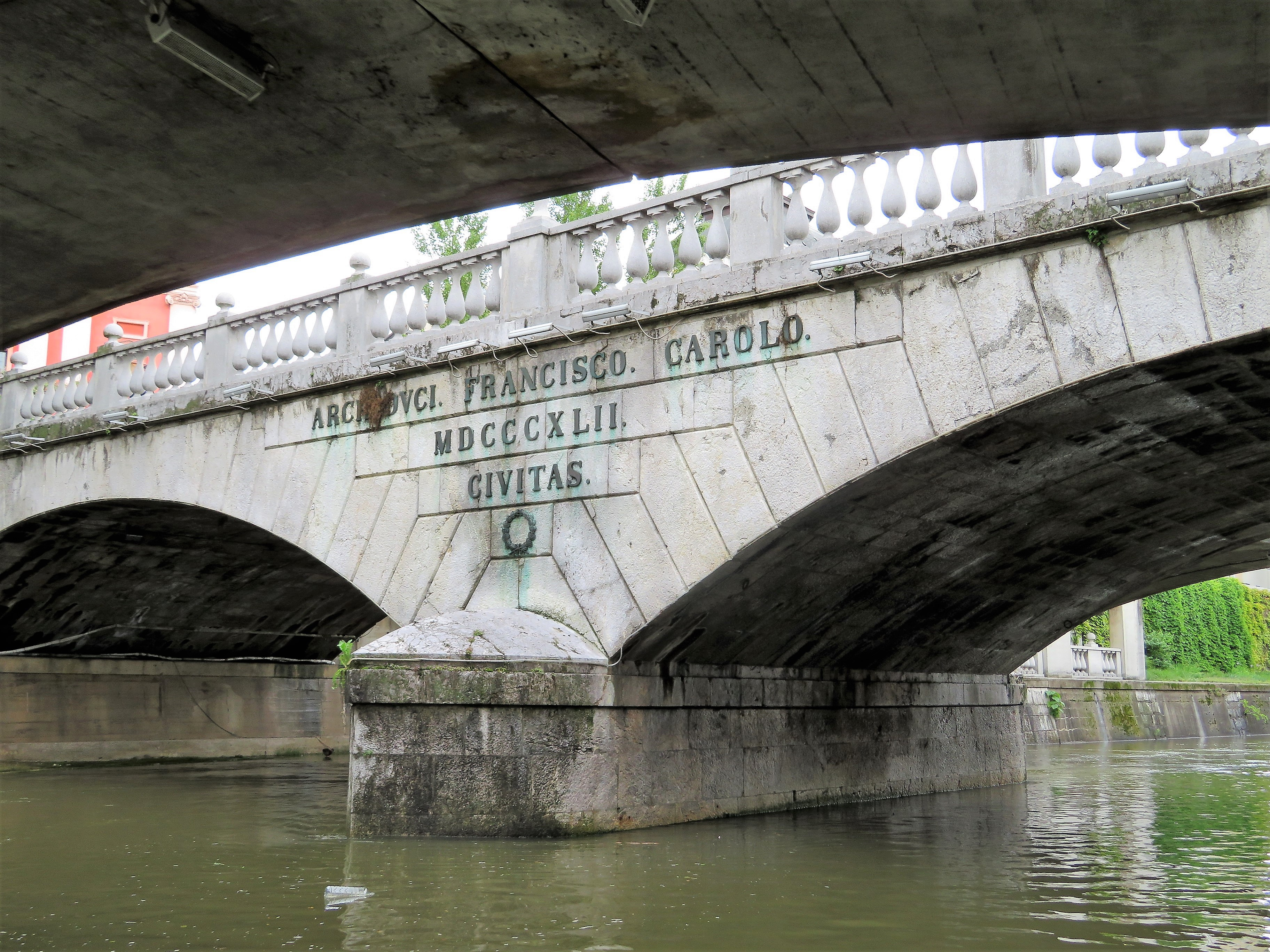
Inscrição na ponte central
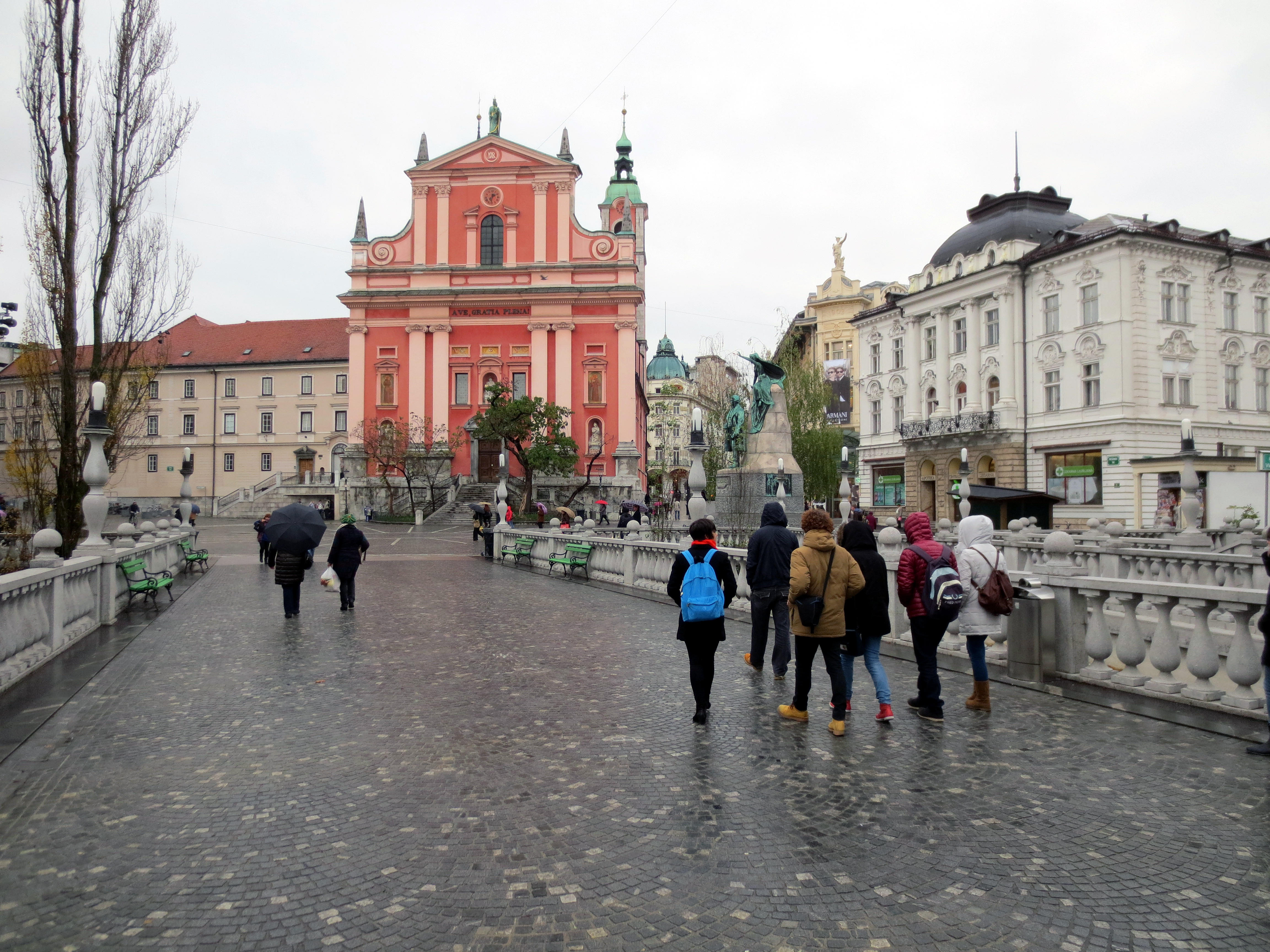
Igreja Franciscana da Anunciação vista da ponte

## Representações
A ponte é um símbolo da capital eslovena, servindo para representar Liubliana.
- Um modelo da ponte é exibido na Mini-Europa em Bruxelas .
- Em 23 de janeiro de 2012, comemorando o 140º aniversário de nascimento de Jože Plečnik, uma foto da Ponte Tripla foi apresentada como uma adaptação oficial do logotipo do Google (Doodle) na Eslovênia.[10]